# Садовая (платформа Смоленского направления)
Садо́вая — остановочный пункт Смоленского (Белорусского) направления Московской железной дороги в Рузском городском округе Московской области, у восточной окраины посёлка Дорохово.
Сооружен по просьбе членов садового товарищества «Железнодорожник» МПС СССР в 1959 году.
Состоит из двух платформ, соединённых только настилом через пути. Не оборудован турникетами. Билетная касса отсутствует. Утром работает разъездной кассир.
Время движения от Белорусского вокзала — около 1 часа 35 минут.

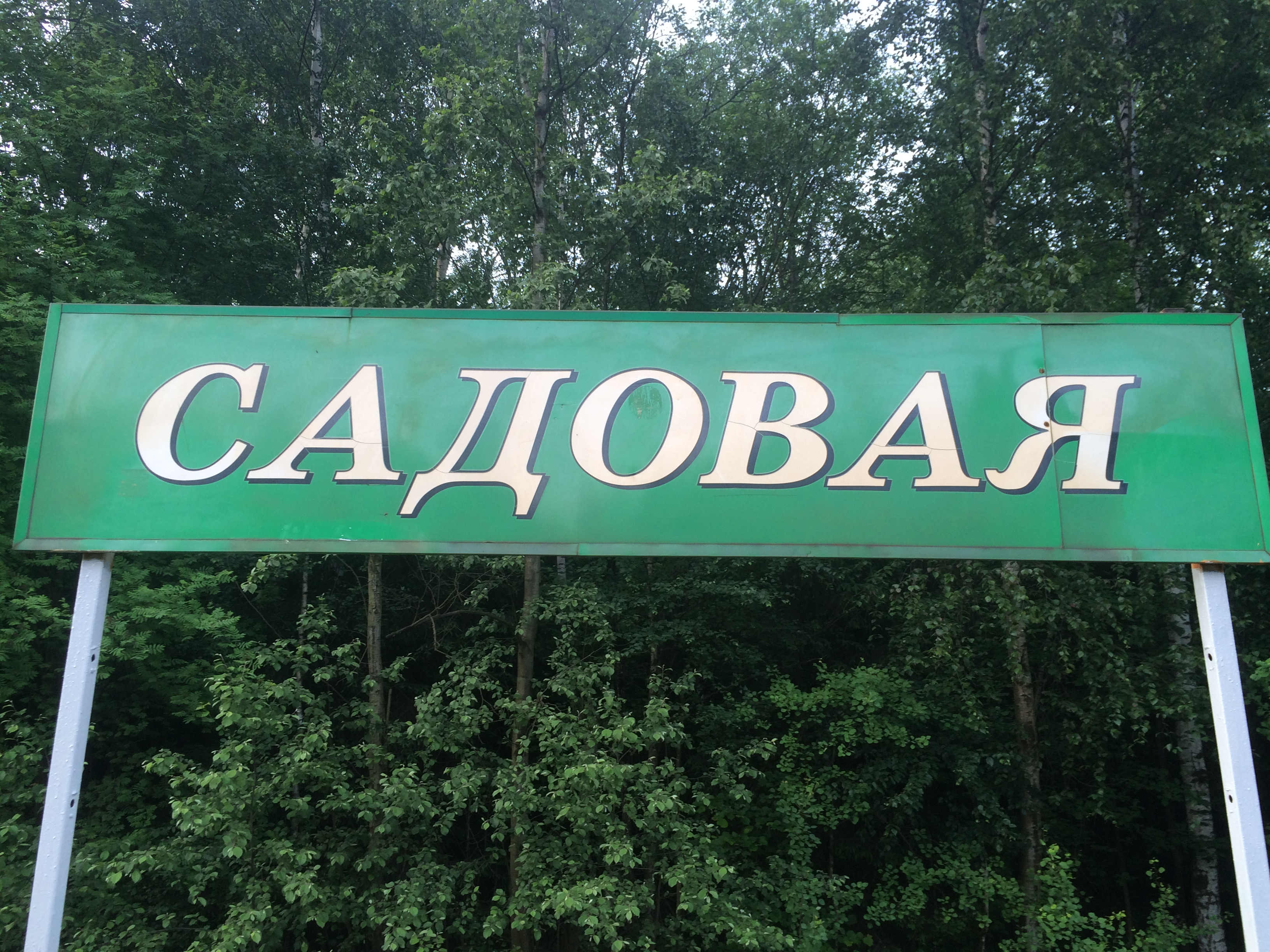